# Bitwa pod Mukdenem
Bitwa pod Mukdenem – ostatnia z głównych bitew lądowych podczas wojny rosyjsko-japońskiej, trwająca od 19 lutego do 10 marca 1905 roku. Bitwa rozegrała się pomiędzy wojskami Imperium Rosyjskiego a Cesarstwa Japonii, niedaleko miasta Mukden w Mandżurii w Cesarstwie Chińskim (miasto leży obecnie na terytorium ChRL i nosi nazwę Shenyang).

## Przebieg
Po kapitulacji Port Artur w dniu 2 stycznia 1905 i niepowodzeniu w styczniowej operacji pod Sandepu sytuacja operacyjno-strategiczna armii rosyjskiej w Mandżurii była niesprzyjająca. Wojska japońskie (naczelny dowódca marsz. Iwao Ōyama, szef sztabu gen. Gentarō Kodama) zostały wzmocnione 3. Armią i przerzucone spod Port Artura. Siły japońskie: ok. 270 tys. piechoty i kawalerii, 1062 dział i 200 karabinów maszynowych. Trzy rosyjskie armie mandżurskie (naczelny dowódca gen. Aleksiej Kuropatkin) w sile ok. 290 tys., 1475 dział i 56 karabinów maszynowych były równomiernie rozmieszczone na 140 kilometrowym froncie.
Dowództwo japońskie planowało uderzenie pomocnicze siłami 5. i 1. Armii na prawym skrzydle frontu (na wschód od Mukdenu) w celu zaangażowania rezerw rosyjskich, a na głównym kierunku, na południowy zachód od Mukdenu, uderzyć 3. Armią w celu zniszczenia i zajęcia prawego skrzydła wojsk rosyjskich.
Rosjanie przygotowywali w tym czasie nowe uderzenie na Sandepu. Japończycy wyprzedzili działania wojsk rosyjskich, w nocy 19 lutego 5. Armia gen. Kageaki Kawamury przeszła do natarcia i 24 lutego wyparła wojska rosyjskie na północ. 24 lutego do natarcia przeszła 1. Armia japońska gen. Tamemoto Kuroki, ale do 3 marca nie przerwała frontu 1. Armii rosyjskiej gen. Nikołaja Liniewicza. Kuropatkin liczył, że na tym kierunku Japończycy wykonają uderzenie główne. 25 lutego skierował na wzmocnienie 1. Armii wszystkie rezerwy. 26 lutego rozpoczęła natarcie 3. Armia gen. Maresuke Nogi. Natarcie 3. Armii były rozpoznane 27 lutego, ale Kuropatkin 28 lutego skierował w rejon na północny zachód od Mukden (kierunek natarcia 3. Armii) tylko jedną brygadę. Dopiero 1 marca, kiedy pojawiła się możliwość obejścia wojsk rosyjskich na prawym skrzydle, rozkazał 1 Armii oddać przydzielone posiłki i skierować je do osłonięcia Mukdenu od zachodu.
Z części tych jednostek zorganizowano Korpus Zborny gen. Toporina. 2. Armii gen. A. W. Kaulbausa wydano rozkaz kontruderzenia. Jej siły od 2 marca były związane walką z wojskami japońskimi gen. Yasukata Oku.  Wycofujące się wojska 3. Armii japońskiej 2 marca skierowały się na Mukden, ale tu spotkały opór Korpusu gen. Toporina.  Marsz. Oyama przesunął 3. Armię dalej na północ, wzmacniając ją jednostkami z pasywnych odcinków frontu i rezerw. Kontruderzenie 2. Armii rosyjskiej wykonane 5-6 marca było zorganizowane w pośpiechu, prowadzono je bez koordynacji, małymi siłami i zakończyły się niepowodzeniem. 3. Armia japońska kontynuowała marsz na północ. 7 marca wieczorem gen. Kuropatkin rozpoczął wycofywanie wojsk nad rzekę Hun He w celu skrócenia frontu. Dowodzenie wojskami zostało zdezorganizowane i natarcie rosyjskie przeciwko 3. Armii japońskiej z 9 marca nie miało szans powodzenia.
9 marca Japończycy przerwali front i wojskom rosyjskim groziło okrążenie. W nocy 10 marca Rosjanie rozpoczęli wycofanie na Tieling. Rosyjska armia poniosła klęskę. W bitwie pod Mukdenem straciła ok. 50 tys. żołnierzy, ok. 30 tys. osób uznano za zaginionych. Klęska w bitwie pod Mukdenem miała duże znaczenie dla przebiegu wojny rosyjsko-japońskiej i rozwoju ruchów rewolucyjnych w 1905 w Rosji.